# 신라고사
《신라고사(新羅古史)》는 고려 인종 23년인 1145년에 김부식(金富軾)이 편찬한 대한민국 최고(最古)의 역사서인 《삼국사기(三國史記)》에서 사료로서 기록된 신라의 역사서이다. 현전하지 않는다.
삼국사기에서 《고기(古記)》, 《해동고기(海東古記)》, 《삼한고기(三韓古記)》, 《본국고기(本國古記)》, 《신라고기(新羅古記)》, 《신라고사(新羅古史)》 등의 한국 고유의 기록을 볼 수 있다. 이 한국 고유의 기록을 제1차 사료로 삼았으며, 중국 사료와 한국의 사료가 충돌하는 경우에는 한국 사료를 우선적으로 사용했다.

## 같이 보기
- 김부식 (金富軾)
- 삼국사기 (三國史記)
- 고기 (古記)
- 해동고기 (海東古記)
- 삼한고기 (三韓古記)
- 본국고기 (本國古記)
- 신라고기 (新羅古記)